# Monitoring okolja
Monitoring je sistem meritev stanja okolja. Njegov cilj je predvsem varstvo okolja in večja učinkovitost pri okoljevarstvenih akcijah. 
Obsega merjenje zraka , voda, tako nadzemnih kot podzemnih ter žive narave. Monitoring okolja izvajajo državne organizacije ter znanstveni  inštituti, lahko pa tudi višje šole in druge isntitucije. 
Poglavitna naloga monitoringa okolja je pridobitev podatkov o stopnji onesnaženosti, različnih spremembah in predvidenih posledicah izkoriščanja okolja.